# Epidendrum bernoullii
Epidendrum bernoullii är en orkidéart som beskrevs av Heinrich Gustav Reichenbach, Eric Hágsater och Luis M. Sánchez. Epidendrum bernoullii ingår i släktet Epidendrum och familjen orkidéer. Inga underarter finns listade i Catalogue of Life.